# ديفيد مارغوليز
ديفيد مارغوليز (بالإنجليزية: David Margulies)‏ (و. 1937 – 2016 م) هو ممثل تلفزيوني، وممثل أفلام، وممثل، وممثل مسرحي من الولايات المتحدة الأمريكية. ولد في بروكلين.
توفي في مدينة نيويورك، عن عمر يناهز 79 عاماً.

## التعليم
تعلم في كلية مدينة نيويورك.

## وصلات خارجية
- ديفيد مارغوليز على موقع IMDb (الإنجليزية)
- ديفيد مارغوليز على موقع ألو سيني (الفرنسية)
- ديفيد مارغوليز على موقع أول موفي (الإنجليزية)
- ديفيد مارغوليز على موقع قاعدة بيانات برودواي على الإنترنت (الإنجليزية)
- ديفيد مارغوليز على موقع قاعدة بيانات الأفلام السويدية (السويدية)
- ديفيد مارغوليز على موقع ديسكوغز (الإنجليزية)
- ديفيد مارغوليز على موقع قاعدة بيانات الفيلم (الإنجليزية)
- ديفيد مارغوليز على موقع كينوبويسك (الروسية)